# Kamysznoje (obwód kurski)
Kamysznoje (ros. Камышное) – wieś (ros. село, trb. sieło) w zachodniej Rosji, w sielsowiecie girjańskim rejonu biełowskiego w obwodzie kurskim.

## Historia
Wieś istniała już na początku XVIII wieku. Dowodem na to ma być znalezisko z początku 1885 roku: 238 srebrnych monet polskich (półtoraków), wybitych w latach 1621–1625 za rządów króla Władysława IV oraz 99 rosyjskich kopiejek srebrnych wybitych za cara Piotra I.

## Geografia
Wieś położona jest nad rzeką Psioł, 14 km od centrum administracyjnego Biełaja, 126 km od Kurska.
W granicach wsi znajdują się ulice: Zamoszczanowka, Zielonaja, Ziukowka, Kosinowka, Pieskowka, Popowka, Chołodnaja Gora.

## Demografia
W 2010 r. miejscowość zamieszkiwało 467 osób.